# Brachymeria alternipes
Brachymeria alternipes  (лат.) — вид мелких хальциноидных наездников рода Brachymeria из семейства Chalcididae. Юго-Восточная Азия: Вьетнам, Индия, Китай.

## Описание
Мелкие перепончатокрылые хальциды, длина 4,8 — 5,9 мм. Основная окраска чёрная (ноги с желтовато-красными отметинами; задние бёдра красные). Внешний вентральный край задних бёдер с 9-10 зубцами.  Усики 13-члениковые. Лапки 5-члениковые. Грудь выпуклая. Задние бёдра утолщённые и вздутые.
Паразитируют на куколках бабочек (Lepidoptera), в том числе на павлиноглазках Anteraea proylei Jolly (Saturniidae).
Вид был впервые описан в 1871 году английским энтомологом Френсисом Уокером под первоначальным названием  Chalcis alternipes Walker, 1871, а валидный статус подтверждён в 2016 году индийским энтомологом академиком Текке Куруппате Нарендраном (Narendran T.C.; Zoological Survey Of India, Калькутта, Индия) и голландским гименоптерологом К. ван Ахтенбергом (Cornelis van Achterberg; Naturalis, Лейден, Нидерланды) по материалам из Вьетнама.